# داگ برگم
داگلاس جیمز بِرْگِم (Douglas James Burgum) (زادهٔ اول اوت ۱۹۵۶)، کارآفرین و سیاستمدار آمریکایی است که از سال ۲۰۲۵ به عنوان پنجاه و‌ پنجمین وزیر‌ کشور ایالات متحده آمریکا خدمت می‌کند. وی‌ پیشتر از سال ۲۰۱۶ تا ۲۰۲۴ به‌عنوان سی‌وسومین فرماندار داکوتای شمالی فعالیت کرد و یکی از اعضای حزب جمهوری‌خواه است.
در سال ۱۹۸۳، برگم به شرکت نرم‌افزاری گریت پلیِنز پیوست و در سال ۱۹۸۴ به ریاست آنجا رسید. در سال ۲۰۰۱، او شرکت را به مبلغ ۱٫۱ میلیارد دلار به مایکروسافت فروخت. در مایکروسافت، او رئیس بخش مشاورهٔ تجاری این شرکت شد. در سال ۲۰۱۲، برگم  به‌عنوان رئیس هیئت‌مدیرهٔ شرکت اتلاسیان فعالیت نمود. همچنین از سال ۲۰۰۷، او عضو هیئت‌مدیرهٔ شرکت ساکسس فکتورز و از سال ۲۰۱۰ تا ۲۰۱۲، به ریاست آنجا رسید. برگم  بنیان‌گذار شرکت کیلبورن گروپ، شرکت توسعهٔ املاک در فارگو و همچنین یکی از بنیان‌گذاران شرکت آرتور ونچرز است.
در سال ۲۰۱۶، برگم  اعلام کرد که قصد نامزدی برای تصدی منصب فرمانداری داکوتای شمالی به‌عنوان یک جمهوری‌خواه دارد. او که هیچ سابقهٔ رسمی در سیاست نداشت و به‌رغم این‌که در اجلاس حزب در آوریل، حمایت حزب ایالتی را به دادستان باسابقه، وین استنجم، واگذار کرد، بااین‌حال در انتخابات مقدماتی، استنجم را شکست داد و نامزد جمهوری‌خواهان شد. داگ در انتخابات عمومی نوامبر با ماروین نلسون از حزب دموکرات و مارتی ریسکه از حزب آزادی‌خواه رقابت کرد و با کسب بیش از ۷۵ درصد آرا پیروز شد. در سال ۲۰۲۰، برگم  با کسب ۶۶ درصد آرا دوباره انتخاب شد.

## اوایل زندگی و تحصیلات
برگم  در اول اوت ۱۹۵۶ در آرتور، ایالت داکوتای شمالی، جاییکه پدربزرگش در سال ۱۹۰۶ یک سیلو برپا کرده بود، چشم به جهان گشود. او پسر کاترین (کیلبورن) و جوزف بوید برگم  است. او در سال ۱۹۷۸، مدرک کارشناسی خود را از دانشگاه ایالتی داکوتای شمالی دریافت کرد. زمانی که برگم  سال آخر دانشگاه بود، برای ادامهٔ تحصیل به مدرسه عالی کسب‌وکار استنفورددرخواست داد. او همچنین کسب‌وکار تمیزکاری دودکش را راه‌اندازی کرد. او بعدها خاطرنشان کرد «داستانی دربارهٔ شغل من، تمیزکاری دودکش، در روزنامه منتشر شد. عکسی از من چاپ شده بود که در هوای یخبندان فارگو، روی دودکشی یخ‌زده نشسته‌ام. خبرگزاری آسوشیتدپرس آن را منتشر کرد. بعدها به من گفتند که در دفتر پذیرش استنفورد جنجال زیادی به پا کرده‌است: آهای، یک دودکش‌پاکن از داکوتای شمالی درخواست داده‌است».
برگم  برای تحصیل در رشتهٔ کسب و کار در استنفورد پذیرفته شد. او در آنجا با استیو بالمر آشنا شد که بعدها به مدیرعاملی مایکروسافت رسید. برگم  در آخرین سال تحصیلی خود در استنفورد، «کل سه ماههٔ آخر سال تحصیلی را روی یک پروژه با بالمر گذراند». در سال ۱۹۸۰، او موفق به اخذ مدرک کارشناسی ارشد مدیریت کسب‌وکار از مدرسه کسب و کار دانشگاه استنفورد شد. در سال ۲۰۰۰، برگم  دکترای افتخاری از ایالت داکوتای شمالی و در سال ۲۰۰۶، دکترای افتخاری از دانشگاه مری دریافت نمود.

## حرفهٔ مدیریت

### اوایل حرفه
برگم  پس از فارغ‌التحصیلی از استنفورد، به شیکاگو رفت تا به‌عنوان مشاور در شرکت مک‌کینزی اند کامپنی، فعالیت کند. سپس او با وثیقه‌گذاشتن زمین زراعی، ۲۵۰۰۰۰ دلار گرفت تا سرمایهٔ اولیه برای نرم‌افزار حسابداری در شرکت نرم‌افزاری گریت پلینز در فارگو، ایالت داکوتای شمالی را فراهم کند. برگم  در سال ۱۹۸۳ به این شرکت پیوست و در سال ۱۹۸۴ به کمک سرمایه‌گذاری از سوی اعضای خانواده‌اش، باقی سهام شرکت را خرید و ریاست آنجا را عهده‌دار شد.

### شرکت نرم‌افزاری گریت پلینز
در دههٔ ۱۹۸۰، مجلهٔ فورچون بارها شرکت نرم‌افزاری گریت پلینز را در میان ۱۰۰ شرکت برتر برای فعالیت در ایالات متحده قرار داد. برگم  تا سال ۱۹۸۹، کارمندان شرکت را به حدود ۲۵۰ نفر و فروش سالانهٔ آن را به حدود ۳۰۰ میلیون دلار رساند. در سال ۱۹۹۷، او با کمک اینترنت، شرکت را فراتر از داکوتای شمالی توسعه بخشید و به عرضهٔ عمومی رساند. در سال ۲۰۰۱، برگم  شرکت را به قیمت ۱٫۱ میلیارد دلار به مایکروسافت فروخت. برگم  بیان کرده‌است که علت تأسیس شرکت در فارگو، مجاورت آن با دانشگاه ایالتی داکوتای شمالی بوده و او می‌توانسته دانشجویان مهندسی آنجا را استخدام کند.

### مایکروسافت
پس از فروش شرکت، برگم  به‌عنوان معاون ارشد در گروه مشاورهٔ تجاری مایکروسافت منصوب شد که این شعبه به‌دلیل ادغام شرکت نرم‌افزاری گریت پلینز در شرکت مایکروسافت به وجود آمد. او تا سال ۲۰۰۷ در مایکروسافت ماند و در دوران تصدی خود، مسئول اولویت‌بندی برنامه‌های سازمانیِ مایکروسافت بود. ساتیا نادلا، مدیرعامل کنونی مایکروسافت، با تمجید از برگم ، او را «الهام‌بخش خود در درک روح ما یکروسافت» دانسته‌است.

## فعالیت در هیئت‌مدیره
برگم  عضو هیئت مشاوران دانشکدهٔ بازرگانی استنفورد بود. او در دههٔ ۲۰۰۰، عضو هیئت‌مدیرهٔ شرکت ساکسس فکتورز و از سال ۲۰۰۷ تا زمان واگذاری آن به شرکت SAP در سال ۲۰۱۱، ریاست آنجا را برعهده داشت. در سال ۲۰۱۲، برگم  اولین رئیس هیئت‌مدیرهٔ شرکت اتلاسیان شد، پس از آن‌که اعضای اولیهٔ هیئت‌مدیره که شامل سه نفر بودند، افزایش یافتند (هیچ‌کدام از آن‌ها به‌عنوان رئیس رسمی فعالیت نکرد) در سال‌های ۲۰۱۱ و ۲۰۱۴، دو بار و به‌مدت چند ماه، مدیرعامل موقت شرکت اینتلجنت این‌سایتس شد، شرکتی که از سال ۲۰۰۸ در آنجا به‌عنوان رئیس اجرایی هیئت‌مدیره فعالیت کرده‌است. در آن سال، برگم  همچنین به عضویت هیئت‌مدیرهٔ شرکت آوالارا درآمد.

## شرکت‌های سرمایه‌گذاری
برگم  بنیان‌گذار شرکت توسعهٔ املاک کیلبورن گروپ در فارگو است. در سال ۲۰۱۳، او تصمیم گرفت که مرتفع‌ترین ساختمان با ۲۳ طبقه و کاربری چندمنظوره به نام بلوک ۹ یا دیار داکوتا را در فارگو بسازد. این شرکت همچنین حامی احداث یک مرکز همایش در مرکز فارگو بوده‌است. این شرکت بسیاری از املاک فارگو ازجمله کلیسای سنت مارک لوتران و دبیرستان نمونهٔ وودرو ویلسون را خرید و بازسازی کرد. برگم  یکی از بنیان‌گذاران شرکت آرتور ونچرز، یک شرکت سرمایه‌گذاری خطرپذیر بود. چندین شرکت که او در آن‌ها سرمایه‌گذاری کرده‌است، در فارگو واقع شده‌اند.

## بشردوستی
برگم  حامی اهداف نیکوکارانه ازجمله موزهٔ هنر پلینز است. در سال ۲۰۰۱، او مدرسه‌ای بازسازی‌شده که در سال ۲۰۰۰ خریده بود، به دانشگاه ایالتی داکوتای شمالی اهدا کرد. اسم ساختمان را تالار رنسانس گذاشتند و به دپارتمان هنرهای تجسمی دانشگاه، زیرمجموعهٔ اصلی دپارتمان معماری و معماری محوطه‌سازی و دفتر دانشگاه ترای‌ـ کالج تبدیل شد. در سال ۲۰۰۸، برگم  صندوق خانوادهٔ دوگ برگم  را راه‌اندازی کرد که هدف آن انجام فعالیت‌های نیکوکارانه در حوزهٔ جوانان، آموزش و بهداشت است.

## فرماندار داکوتای شمالی

### انتخابات ۲۰۱۶
در سال ۲۰۱۶، برگم  اعلام کرد که قصد نامزدی برای تصدی منصب فرمانداری داکوتای شمالی به‌عنوان یک جمهوری‌خواه دارد. او که هیچ سابقهٔ رسمی در سیاست نداشت و به‌رغم این‌که در اجلاس حزب در آوریل، حمایت حزب ایالتی را به دادستان باسابقه، وین استنجم، واگذار کرد، بااین‌حال در انتخابات مقدماتی، استنجم را شکست داد و نامزد جمهوری‌خواهان شد. برگم  در انتخابات عمومی نوامبر با ماروین نلسون از حزب دموکرات و مارتی ریسکه از حزب آزادی‌خواه رقابت کرد و با کسب بیش از ۷۵ درصد آرا پیروز شد.

### انتخابات ۲۰۲۰
برگم  دوباره در سال ۲۰۲۰ نامزد شد. او با کسب بیش از ۶۵ درصد آرا توانست بر شلی لنز، دام‌پزشک، پیروز شود.

### دورهٔ تصدی
در ۱۵ دسامبر ۲۰۱۶، برگم  به‌عنوان سی‌وسومین فرماندار داکوتای شمالی در کنار معاون خود، برنت سانفورد، سی‌وهشتمین معاون فرماندار داکوتای شمالی، سوگند یاد کرد.
در ۱۲ نوامبر۲۰۲۱، برگم  قانونی را به تصویب رساند که نظریهٔ انتقادی نژاد را از برنامه‌های درسی مدارس دولتی حذف می‌کرد.
برگم  که در میان جمهوری‌خواهان منحصربه‌فرد است، هدفی را برای ایالت داکوتای شمالی تعیین کرده مبنی بر این‌که تا سال ۲۰۳۰ به شرایط کربن خنثی دست یابد. او می‌خواهد این هدف را در حین حفظ صنعت سوخت فسیلی، از طریق استفاده از فناوری جذب و ذخیرهٔ کربن برای کنترل و جداسازی دی‌اکسید کربن موجود در سازندهای زمین‌شناختی ایالت داکوتای شمالی دنبال کند. برگم  حامی استفاده از دی‌اکسید کربن برای ازدیاد برداشت از مخازن نفتی است، فرایندی که در آن برای افزایش تولید، به میادین نفتی تخلیه‌شده، دی‌اکسید کربن تزریق می‌شود. او همچنین حامی شیوه‌های کشاورزی است که کربن را در خاک ذخیره می‌کنند. بر اساس اظهاراتی که برگم  در نشست سالانهٔ شورای نفت داکوتای شمالی اعلام کرد، انتشار این خبر منجر به سرمایه‌گذاری ۲۵ میلیارد دلاری در بخش خصوصی شد.

## مواضع سیاسی
برگم  از طرح دسترسی خط لولهٔ نفتی داکوتا حمایت می‌کند.
در ژوئیه ۲۰۲۰، برگم  خط مشی حزب جمهوری‌خواه را دربارهٔ مسائل دگرباشان «تفرقه‌انگیز و نفاق‌افکن» نامید.

## زندگی شخصی
در سال ۱۹۹۱، برگم  با همسر اول خود، کارن استوکر، ازدواج کرد. آن‌ها سه فرزند دارند و در سال ۲۰۰۳ از هم جدا شدند. در سال ۲۰۱۶، برگم  با کاترین هلگاس پیوند زناشویی بست.